# Moments of truth
Der englische Ausdruck moments of truth (dt. „Augenblicke der Wahrheit“), auch Moment of Truth, im Sinne dieses Artikels wird im Marketing verwendet. Er geht davon aus, dass natürliche oder juristische Personen bei verschiedenen Gelegenheiten mit
- einer Organisation (z. B. Unternehmen, Partei, Verein, Kirche) oder
- einem Produkt, einer Dienstleistung beziehungsweise einer Marke

in Berührung kommen. (Der Einfachheit halber ist im Folgenden nur noch von Unternehmen die Rede.) Diese Begegnung kann entweder
- direkt (z. B. durch einen Kauf, ein Beratergespräch, ein Telefonat, ein Mailing) oder
- indirekt (z. B. durch Hörensagen, über Meinungsportale und Diskussionsforen im Internet, einen Pressebericht, eine Weiterempfehlung)

erfolgen. Bilden sich die Personen aufgrund einer solchen Begegnung eine positive oder negative Meinung über das Unternehmen, oder ändern sie aufgrund dieser Begegnung ihre bisherige Meinung, so handelt es sich bei der Begegnung um einen Moment of truth.
Hinter dem Ausdruck „Moments of truth“ steht die Philosophie, dass jede Begegnung einer Person mit einem Unternehmen eine Bewährungsprobe des Unternehmens um die Gunst der Person darstellt, um eine Kundenbeziehung zu beginnen, die bestehende Kundenbeziehung zu festigen und im besten Fall positive Mundpropaganda zu generieren.

## Beispiele
Beispiele für Moments of truth können sein:
- eine grobe Behandlung eines Patienten durch eine Arzthelferin;
- eine verständnisvolle Reaktion eines Kundendienst-Mitarbeiters auf eine Kundenreklamation;
- eine herablassende Bemerkung eines Kursleiters über die unbeholfene Frage eines Kursteilnehmers;
- eine komplizierte Benutzerführung in einem Sprachdialogsystem.

## Begriffsherkunft
Der Ausdruck „Moments of truth“ im Sinne dieses Artikels geht auf Jan Carlzon, den Vorstandsvorsitzenden (1981–1994) der Fluggesellschaft SAS Scandinavian Airlines, zurück. 1982 sprach Carlzon in internen Seminaren davon, dass die SAS jeden Tag 50.000 Moments of truth habe. 1987 erschien in den USA die englische Übersetzung seines Buches „Riv Pyramiderna!“ (wörtlich: „Reißt die Pyramiden nieder!“) unter dem Titel „Moments of truth“. Carlzon schrieb darin: „Letztes Jahr kam jeder unserer zehn Millionen Kunden mit jeweils fünf SAS-Mitarbeitern in Kontakt, und jeder dieser Kontakte dauerte durchschnittlich 15 Sekunden. Die SAS wird 50 Millionen-mal im Jahr ‚erschaffen’, jedes Mal 15 Sekunden lang. Diese 50 Millionen ‚Momente der Wahrheit’ sind diejenigen Momente, die letztendlich darüber entscheiden, ob SAS als Unternehmen Erfolg hat oder scheitert. Das sind die Momente, in denen wir unseren Kunden beweisen müssen, dass SAS ihre beste Alternative ist.“

## Auswirkungen
Moments of truth haben also einen wesentlichen Einfluss darauf, ob ein Unternehmen in der Gunst seiner Marktpartner steigt oder sinkt. Moments of truth entscheiden maßgeblich, ob die Marktpartner aufgrund ihrer Erlebnisse in diesen Situationen
- sich dem Unternehmen o. ä. (näher) zuwenden,
- dem Unternehmen o. ä. treu bleiben oder
- sich vom Unternehmen o. ä. (weiter) abwenden (und sich gegebenenfalls einem anderen Unternehmen zuwenden).

## Markt – Marktpartner – Marktkonstellationen
Moments of truth spielen allerdings nur dort eine Rolle, wo
- Unternehmen miteinander im Wettbewerb stehen und
- ihre Marktpartner wählen können, welchem Unternehmen sie ihre Gunst leihen.

Marktpartner können Nachfrager/Kunden sein, aber auch Anbieter/Lieferanten, Geldgeber/Eigentümer (z. B. Aktionäre) und Arbeitnehmer. Nicht zu vergessen sind die Öffentlichkeit und die Medien, ohne deren langfristiges Wohlwollen der Fortbestand eines Unternehmens infrage gestellt ist.
In welche Marktrichtung (absatzseitig oder nachfrageseitig) sich die Moments of truth eines Unternehmens orientieren, hängt von der Marktkonstellation ab:
- Konkurrieren die Anbieter um die Gunst der Nachfrager, sind die Moments of truth in den absatzseitigen Beziehungen (Customer-Relationship-Management) der Anbieter zu finden. Dies ist vor allem dann der Fall, wenn sich die Preise der Anbieter und die Qualität ihrer „Kernprodukte“ (Primärleistungen) kaum unterscheiden und die Anbieter versuchen, sich bei den Nachfragern durch die Qualität ihrer Services (Sekundärleistungen) zu differenzieren.
- Konkurrieren die Nachfrager um die Gunst der Anbieter (z. B. in einem Verkäufermarkt), sind die Moments of truth in den beschaffungsseitigen Beziehungen der Nachfrager zu finden.

## Begriffsabgrenzung
Der Ausdruck „Moments of truth“ wird im Deutschen oft mit „Kontaktpunkten“ (oder „Kundenkontaktpunkten“) übersetzt. Diese Gleichsetzung ist jedoch aus mehreren Gründen unzulässig:
- Moments of truth sind Situationen und keine Kontaktpunkte. Diese Situationen können sich an Kontaktpunkten ereignen (z. B. beim Surfen in der Website eines Unternehmens), aber auch anderswo (z. B. bei der Lektüre eines Testberichts, in dem das Produkt des Herstellers X schlechter abschneidet als Produkte anderer Hersteller, wodurch der Leser das Interesse am Produkt des Herstellers X verliert).
- Kontaktpunkte sind Bestandteile eines Unternehmens. Die Marketing-Theorie geht daher davon aus, dass sie vom Unternehmen (üblicherweise vom Marketing) selbst „gestaltet“ werden können (z. B. der Bereich „Unternehmenskommunikation“ und dessen Öffentlichkeitsarbeit). Zu den Moments of truth hingegen gehören auch Situationen, die der Einflussnahme des Unternehmens (weitgehend) entzogen sind und daher vom Unternehmen nicht (oder kaum) gesteuert werden können (z. B. die Lektüre kritischer Medienberichte über das Unternehmen).

Unbestritten ist jedoch, dass zwischen Moments of truth und Kontaktpunkten häufig enge Zusammenhänge bestehen:
- Einerseits können Kontaktpunkte anhand von Moments of truth identifiziert werden, z. B. durch eine Befragung von Kunden,
  - bei welchen Gelegenheiten sie Kontakt mit dem Unternehmen hatten,
  - welche Erfahrungen („Erlebnisse“) sie dabei hatten und
  - wie diese Erfahrungen ihre Einstellung zum Unternehmen beeinflusst haben.
- Andererseits können Moments of truth anhand von Kontaktpunkten identifiziert werden, z. B. durch eine Beobachtung von Kunden, was sie an diesen Kontaktpunkten erleben, und eine anschließende Befragung, wie diese Erlebnisse ihre Meinung vom Unternehmen beeinflusst haben.

## Evaluation
Eine systematische Identifizierung, Analyse und Bewertung von Moments of truth kann einem Unternehmen Hinweise darauf geben, wo bestehende Kontaktpunkte verbessert oder neue Kontaktpunkte eingerichtet werden sollten. Die Devise sollte lauten:
Personen, die mit einem Unternehmen in Berührung kommen, müssen jeden Moment of truth als erfreulich, nützlich und unkompliziert empfinden, vielleicht sogar mit einer angenehmen Überraschung.
Letztlich entscheiden die Moments of truth über die Zufriedenheit und Treue der Marktpartner. Die Moments of truth sind die wesentlichen Ansatzpunkte zur Gewinnung neuer Partner, zur Bindung bestehender Partner und zur Wiedergewinnung abgewanderter Partner. In ihrer Gesamtheit entscheiden sie über die Wettbewerbsfähigkeit, das Wachstum und den Fortbestand des Unternehmens.